# Intermodulatie
Intermodulatie of intermodulatievervorming is een fenomeen dat zich voordoet bij het moduleren van signalen. Hier kan het gebeuren dat twee ongewenste signalen door een mixer gaan en een outputcomponent genereren die gelijk is aan de gewenste signaalfrequentie. Omgekeerd kunnen twee gewenste signalen ongewenste signaalfrequenties genereren.
Intermodulatie komt enkel voor in niet-lineaire systemen. In een lineair systeem is het ingangssignaal immers een signaal met een vaste frequentie en zal het uitgangssignaal dus een signaal zijn met dezelfde frequentiecomponent. Het systeem kan enkel de amplitude en fase van het signaal wijzigen.
Bij een niet-lineair systeem worden er echter harmonischen gegenereerd. Hierdoor heeft een niet-lineair systeem met slechts één ingangssignaal meerdere uitgangssignalen, namelijk signalen met als frequentiecomponent een meervoud van de originele frequentiecomponent. Wanneer er meerdere ingangssignalen zijn, kan men ook verwachten dat niet enkel de meervouden van de originele frequentiecomponenten voorkomen, maar ook de som van deze componenten onderling.
Tweedeordevervormingen worden bij de meeste systemen gefilterd, omdat ze buiten bandbreedte van het systeem liggen. Tweedeordevervormingen komen voor op de volgende frequenties: {\displaystyle 2f_{1}}, {\displaystyle 2f_{2}}, {\displaystyle f_{1}+f_{2}} en {\displaystyle f_{1}-f_{2}}, waarbij {\displaystyle f_{1}} en {\displaystyle f_{2}} twee ingangsfrequenties zijn.
De derdeordeproducten komen voor op {\displaystyle 2f_{1}+f_{2}}, {\displaystyle 2f_{1}-f_{2}}, {\displaystyle 2f_{2}+f_{1}} en {\displaystyle 2f_{2}-f_{1}}. Deze componenten liggen meestal wel binnen de bandbreedte van het systeem. Ze resulteren dus in een gewenste frequentie aan de uitgang van de mixer, maar deze component wordt gevormd door ongewenste ingangsfrequenties. Een ongewenst resultaat of vervorming wordt intermodulatievervorming (intermodulation distortion) genoemd.